# Rifugio Bolzano
Il rifugio Bolzano al Monte Pez (in tedesco Schlernhaus) è un rifugio CAI che si trova a 2.457 m, presso l'altopiano dello Sciliar nei pressi della cima del monte Pez. È situato nel Parco naturale dello Sciliar.

## Storia

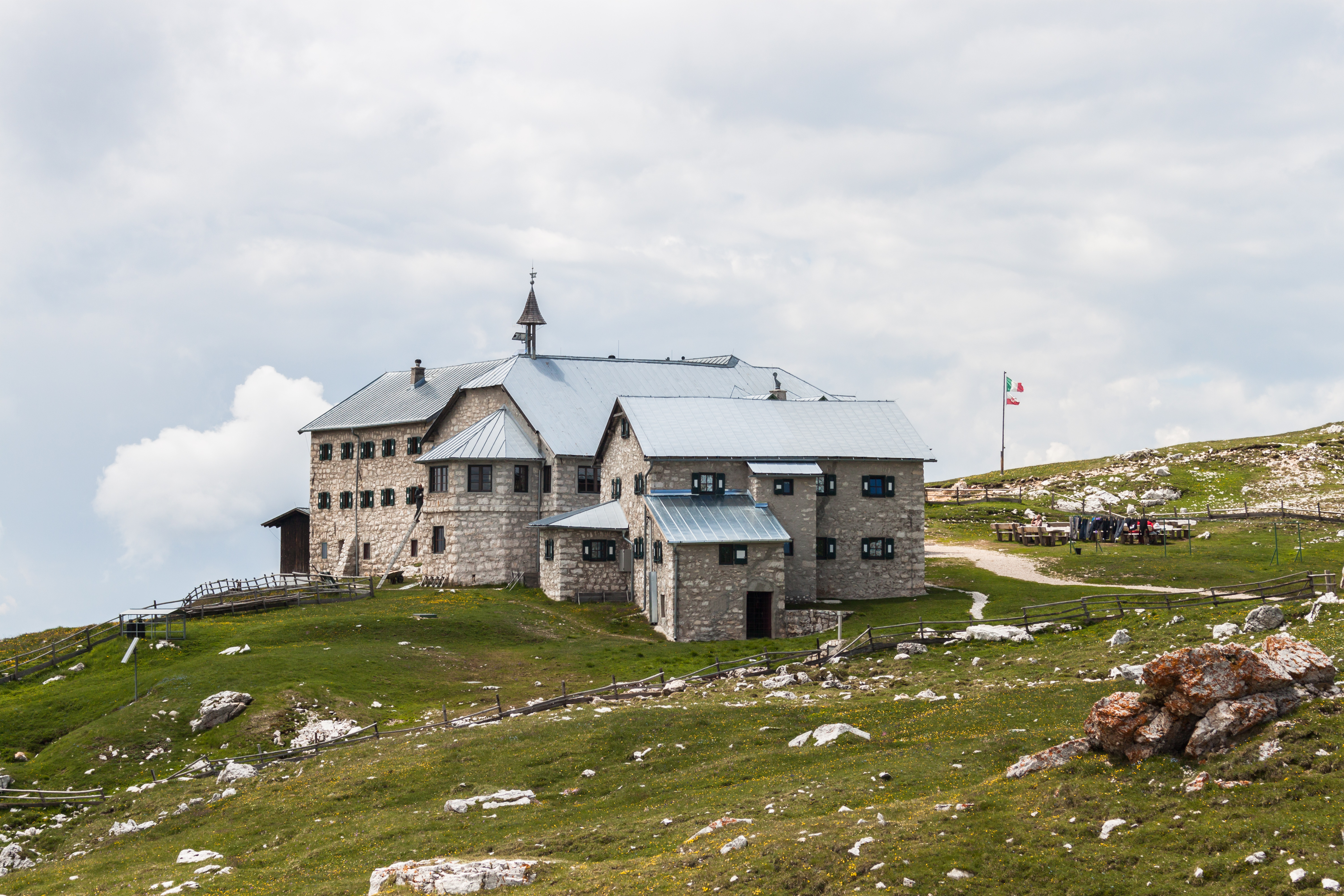
Il rifugio

Fu costruito dal D.Ö.A.V. di Bolzano nel 1885 e fu oggetto di continui ampliamenti negli anni successivi.
Nel 1923, con l'esproprio attuato da parte del regime fascista, il rifugio passò alla sezione di Bolzano del CAI, che in seguito lo riammodernò, dotandolo anche di un'apposita teleferica e di un impianto di depurazione delle acque nere.
Da oltre un secolo il rifugio è facile meta per molti escursionisti. Negli ultimi vent'anni, è gestito dalla famiglia Gasser.

## Caratteristiche e informazioni
Durante il periodo invernale, il rifugio offre un piccolo locale scaldato da una stufa a legna. Da qui si può ammirare un ampio panorama sulle circostanti cime dolomitiche.

## Traversate
Da rifugio in due ore è possibile raggiungere il rifugio Alpe di Tires.